# Damiano Cima
Damiano Cima é um ciclista profissional italiano nascido a 13 de setembro de 1993 em Brescia. Actualmente corre para a equipa Nippo-Vini Fantini-Faizanè depois de já ter corrido para eles anteriormente como stagiaire. O seu irmão Imerio Cima também é ciclista profissional.

## Palmarés
2016
- Grande Prêmio Indústrias do Mármore

2018
- Tour de Xingtái, mais 1 etapa[2]
- 1 etapa do Tour da China I